# Ивановское (Глебовское сельское поселение)
В Рыбинском районе есть ещё семь деревень с таким названием.
Ивановское — село в Глебовском сельском поселении Рыбинского района Ярославской области.
Село расположено вблизи от центра сельского поселения села Глебово. Два эти села разделяет только глубокий овраг, в котором течёт Ивановский ручей. Она расположена на высоком (около 15 м) правом, восточном берегу Волги (Рыбинское водохранилище), на правом, северном берегу ручья. Глебово же расположено, на левом, южном берегу ручья. Автомобильная дорога Глебово — Легково, проходит по восточному краю села, которое, таким образом, разместилось между дорогой и берегом Волги. Примерно в 1 км северо-западнее села волжский берег прорезается глубоким оврагом, на сторонах которого стоят деревни Захарино и Горохово.
Село Ивановское указано на плане Генерального межевания Рыбинского уезда 1792 года.
На мысу при впадении ручья в Волгу стоит Казанская церковь, памятник архитектуры XVIII века. Рядом с церковью расположено кладбище, одно из двух действующих в поселении. Памятником истории является братская могила времён Великой Отечественной войны 1941—1945 гг.
Село активно используется для дачного отдыха. Село обслуживает почтовое отделение Глебово, по почтовым данным в селе 64 дома, улицы названий не имеют.

## Население
| 1859 | 1914 | 2002 | 2007 | 2010 |
| ---- | ---- | ---- | ---- | ---- |
| 120  | ↗126 | ↘37  | ↗39  | ↘30  |

На 1 января 2007 года в селе числилось 39 постоянных жителей. 